# تغافل متحضر
التغافل المتحضر (بالإنجليزية: Civil inattention)‏ هي العملية التي من خلالها يظهر الغرباء القريبون من بعضهم البعض أنهم على دراية ببعضهم البعض، دون فرض أي شيء على بعضهم البعض، وهو اعتراف بمطالب الآخرين في المساحة العامة، وحدودهم الشخصية.

## في الممارسة
التغافل المتحضر هو المصطلح الذي قدمه إرفينج غوفمان لوصف الحرص على الحفاظ على النظام العام بين الغرباء، وبالتالي تسهيل الحياة المجهولة في المدن. بدلاً من تجاهل الآخرين أو التحديق بهم، يتضمن التغافل المتحضر فحص الآخرين بطريقة هادئة وغير مزعجة للسماح بالتفاعل المحايد. من خلال التواصل البصري السريع مع غريب قادم، يقر شخص بوجوده ويغلق إمكانية بدء اتصال شخصي معه، أو إجراء محادثة.
يعتبر التغافل المتحضر بالتالي وسيلة لجعل الخصوصية ممكنة داخل حشد من خلال أشكال ثقافية مقبولة من التباعد الذاتي. على ما يبدو (رغم عدم صحة ذلك في الواقع) أن هذه اللطف السهل هو طريقة لحماية الآخرين من المطالب الشخصية في الأماكن العامة، وهي ميزة أساسية للعلاقات المجردة وغير الشخصية التي يتطلبها المجتمع المنفتح.

## الجوانب السلبية
يمكن أن يؤدي التغافل المتحضر إلى الشعور بالوحدة أو الاختفاء، ويقلل من الميل إلى الشعور بالمسؤولية عن رفاهية الآخرين. غالبًا ما يشعر الوافدون الجدد إلى المناطق الحضرية بعدم الشخصية في مثل هذه الممارسات الروتينية، والتي قد يرونها قاسية وغير مبالية، بدلاً من كونها ضرورية للتعايش السلمي لملايين الناس المتضخمة.

### جنون المكان
رأى جوفمان العديد من المؤشرات الكلاسيكية للجنون على أنها انتهاكات لقاعدة التغافل المتحضر، مثل التحدث إلى الغرباء أو التهرب من كل نظرة عابرة. 